# جيمس دبليو. أميس
جيمس دبليو. أميس هو سياسي أمريكي، ولد في 12 أكتوبر 1864، وتوفي في 31 يناير 1944. نشط حزبياً في الحزب الجمهوري. وقد انتخب عضو مجلس نواب ميشيغان ‏.